# Convento delle Madelonnettes
Il convento delle Madelonnettes (couvent des Madelonnettes) era un convento parigino situato nel III arrondissement della città. Era situato nella zona attualmente compresa tra il numero 6 di rue des Fontaines du Temple (dove sono visibili i resti di un muro della struttura conventuale), rue Volta e rue du Vertbois; parte del suo sito originario è adesso occupato dal lycée Turgot. Trasformata in prigione durante la Rivoluzione francese con il nome di prison des Madelonnettes, in essa vennero rinchiusi personaggi di rilievo quali i letterati il marchese de Sade e Nicolas Chamfort, il politico Jean-Baptiste de Machault d'Arnouville e l'attore Dazincourt.